# Уково
У́ково (рос. Уково) — селище у складі Заводоуковського міського округу Тюменської області, Росія.
Населення — 12 осіб (2010, 18 у 2002).
Національний склад станом на 2002 рік:
- росіяни — 94 %